# 托马斯·尤因
老托马斯·尤因（Thomas Ewing, Sr.，1789年12月28日—1871年10月26日），美国政治家，美国辉格党人，曾任美国参议院议员（1831年-1837年、1850年-1851年）、美国财政部长（1841年）和美国内政部长（1849年-1850年）。
| 前任： 首任            | 美国内政部长 1849年 - 1850年 | 繼任： 托马斯·麦基恩·汤普森·麦克纳 |
| 前任： 利瓦伊·伍德伯里 | 美国财政部长 1841年          | 繼任： 沃尔特·福沃德               |

Template:美国内政部长